# Horizon Forbidden West
Horizon Forbidden West (también Horizon II por el pequeño número en el logo) es un videojuego de rol de acción, aventura y mundo abierto desarrollado por Guerrilla Games y distribuido por Sony Interactive Entertainment, el juego está disponible para PlayStation 4,  PlayStation 5 y a partir del 21 de marzo del 2024 para Microsoft Windows. Es la secuela de Horizon Zero Dawn. El juego está protagonizado por Aloy, una joven cazadora de la tribu Nora que viaja al Oeste Prohibido para investigar una misteriosa y mortífera plaga mientras hace frente a otros peligros. Su lanzamiento fue el 18 de febrero de 2022.
El videojuego ha recibido excelentes críticas, destacándose por su historia, los personajes, el combate, el mundo abierto y la exploración. También destacaron su jugabilidad y los aspectos audiovisuales.

## Jugabilidad
Horizon Forbidden West es un videojuego de rol de acción con elementos de aventura y mundo abierto en tercera persona. El juego se desarrolla en un escenario postapocalíptico, compuesto por regiones rurales, zonas montañosas, bosques y desiertos.
Los jugadores controlan una vez más a Aloy, una joven guerrera y cazadora de la tribu Nora. Al igual que Horizon Zero Dawn, Aloy puede participar en misiones secundarias además de las principales, entre otras actividades. Al completar las diferentes misiones, Aloy obtiene experiencia y aumenta de nivel ganando puntos de habilidad. Estos puntos pueden distribuirse en las diferentes ramas del árbol de habilidades. Los recursos de las máquinas destruidas así como recursos de la vida natural y animal siguen siendo útiles. Con las habilidades de combate, Aloy se vale del arco, la honda, la lanza y las trampas para combatir y eliminar a sus enemigos. El Lanzacuerdas y la Aturdidora siguen formando parte del arsenal de Aloy, además de otras nuevas armas que se pueden comprar o conseguir. Así mismo, se puede comerciar con mercaderes para vender y comprar armas, armaduras, entre otras cosas. La habilidad para sabotear las máquinas y controlarlas sigue siendo útil para desplazarse mucho más rápido por el mapa. Aloy sigue usando el Foco, un dispositivo neuronal que le permite escanear el entorno y conocer otros detalles relevantes. También se puede usar la fogata para viajar rápido o guardar la partida.
En cuanto a las novedades jugables de Forbidden West, es que Aloy puede sumergirse bajo el agua, permitiendo la exploración submarina. También dispone de un "planeador holográfico" (Alaescudo) para descender sin riesgos en zonas verticales y del gancho de agarre, una herramienta que le permite a Aloy impulsarse rápida y fácilmente a puntos lejanos o de difícil alcance. También puede usar el gancho para mover o destruir objetos. Además de las flechas de caza y las flechas ígneas, Aloy puede fabricar flechas ácidas y de hielo para hacer más daño a sus adversarios. También puede crear bombas de humo para confundir a los enemigos momentáneamente durante el combate. Las trampas verticales son otra novedad que resulta útil contra los enemigos voladores. El combate cuerpo a cuerpo incluye la novedad de desbloquear y ejecutar ataques combinados para causar más daño. Las armas, armaduras y mochilas se pueden mejorar y modificar en los bancos de trabajo disponibles en los diferentes asentamientos del mapa. Así mismo, en cada asentamiento y en otras ubicaciones existen contenedores de madera (alijo) donde se almacenan los objetos y recursos que Aloy no puede guardar en su inventario.
El árbol de habilidades ha sido ampliado a seis nuevas ramas diferentes: Guerrera (combate cuerpo a cuerpo), Trampera (especialista en trampas), Superviviente (salud y recursos), Infiltrada (tácticas de sigilo), Cazadora (ataques a distancia) y Maquinista (experto en sabotaje de máquinas). Además de entablar conversaciones con personajes no jugables, Aloy puede profundizar con algunos de ellos y tomar decisiones importantes. Algunos de estos personajes pueden acompañarnos en ciertas misiones.
Otras actividades incluidas en Forbidden West es que los jugadores puede participar en carreras de jinetes o en arenas de combate.

## Sinopsis
El videojuego se desarrolla seis meses después de Zero Dawn y continua la historia de Aloy, una joven cazadora y guerrera de la tribu Nora que viaja al Oeste Prohibido para investigar una misteriosa y mortífera plaga que amenaza la vida en la Tierra. En su viaje a través de estas tierras desconocidas, Aloy se encuentra con nuevas regiones devastadas por tormentas masivas, enfrentándose a máquinas más letales y entrando en conflicto con Regalla y sus rebeldes.

## Personajes
Protagonista
- Aloy. Es una excelente guerrera y cazadora de máquinas de la tribu Nora. Fue creada con el ADN de Elisabet Sobeck, una científica del mundo antiguo. Aloy es una mujer fuerte y valiente que ha pasado de ser una marginada a convertirse en una miembro respetada e importante de la tribu. Los Nora la consideran su "Ungida" mientras que el resto de las tribus la conocen como "La Redentora de Meridian." Sin embargo, Aloy es increíblemente humilde y se niega a ser adorada como una deidad o atribuirse el mérito por su heroísmo. Es muy curiosa, optimista y compasiva. Aunque está acostumbrada a ser independiente, acepta toda la ayuda posible en su misión y está dispuesta a trabajar en equipo para lograr lo imposible. También se preocupa por sus compañeros y está dispuesta a echarles una mano si hace falta.

En Horizon Forbidden West regresan viejos aliados del primer videojuego y se presentan nuevos personajes.
- Varl. Es el hijo de la Cacique Sona, miembro de los Nora y amigo de Aloy. Varl es un guerrero competente que acompaña a Aloy al Oeste Prohibido. Aunque siente una gran convicción a las tradiciones de la tribu, está dispuesto a dejarlos de lado si la situación lo exige. Es una persona amable y se preocupa por los demás. Tiene una amistad muy cercana con Aloy, considerándola un ejemplo a seguir y demostrando ser fiel a su misión. También desarrolla un fuerte amistad con Erend y una relación romántica con Zo.

- Erend. Es el capitán de la "Vanguardia" y amigo de Aloy. Decide unirse a Aloy en su misión en el Oeste Prohibido. Aunque le gusta la bebida, es un guerrero experimentado y capaz en combate. Aunque al principio estaba molesto con Aloy por desaparecer sin explicación después de la Batalla de Meridian, Erend sigue teniendo una buena amistad con ella. También se vuelve un gran amigo de Varl.

- Sylens. Es un investigador y guerrero errante que siente una gran fascinación por la tecnología y los conocimientos del mundo antiguo. Sin embargo, sus intenciones y motivaciones permanecen ocultas pero poco a poco se van revelando a lo largo de la historia. Después de la derrota de HADES, Sylens logró capturarlo y conseguir la información que necesitaba para sus propios fines. Intenta utilizar a Aloy para lograr sus objetivos pero resulta en vano. Estando en el Oeste Prohibido, crea a su propio ejército con el fin de asaltar la base de Far Zenith, robar su nave estelar y escapar de la Tierra con los datos de APOLO.

- Kotallo. Es un guerrero de la tribu Tenakth y miembro del Clan del Cielo. Aunque perdió su brazo izquierdo en combate, demuestra ser un guerrero feroz y leal a la tribu. Su posición como mariscal lo lleva a velar por la paz a pesar de la negativa de los rebeldes. En el transcurso de la historia, se une a la misión de Aloy para ayudarla.

- Zo. Es una trovadora de la tribu Utaru. Recoforta y cuida a su pueblo a través del canto, incluyendo a las máquinas que veneran. Al ayudar a Aloy a entrar en las instalaciones donde se encuentra MINERVA, Zo se involucra en la misión y decide apoyarla a lo largo de la historia. Desarrolla una relación romántica con Varl y queda embarazada.

- Alva. Es miembro de la tribu Quen. Ayuda a su pueblo a conocer e interpretar el mundo antiguo. Es curiosa, brillante y un poco insegura. Gracias a su Foco, tiene un conocimiento moderado de los Antiguos, incluso sobre Elisabet Sobeck. Está dispuesta a seguir buscando la verdad, sin importar adonde la lleve. Por órdenes del supervisor Bohai, Alva acompaña a Aloy en su misión.

- Beta. Es un clon de Elisabet Sobeck y la hermana genética de Aloy. Fue creada por los colonos de Far Zenith para restaurar las funciones GAIA. Beta es notablemente inteligente, supera a Aloy en experiencia técnica y muestra un firme control sobre la visión estratégica. Sin embargo, es muy ansiosa y tiende a ser pesimista en situaciones difíciles. A lo largo de la historia, ella y Aloy se vuelven cercanas.

- Hekarro. Es el líder de la tribu Tenakth. A pesar de la negativa de los rebeldes, Hekarro aboga por la paz entre los Carja y su tribu. También designa a los mariscales que actúan como representantes para lograr y mantener dicha paz.

- Gerard. Es uno de los Antiguos y el principal antagonista de la historia. Como líder de Far Zenith, Gerard busca restaurar las funciones de GAIA pero con objetivos diferentes a los de Aloy. Es una persona fría y distante que está dispuesto a matar a todos los que se interpongan en su camino con tal de lograr su objetivo. Al final, es asesinado por Tilda.

- Erik. Es miembro de la colonia Far Zenith y uno de los antagonistas de la historia. Es la mano derecha de Gerard. Erik es una persona fría y cruel que disfruta matar y hacerle daño a otros personas. Al final, Erik muere peleando contra Aloy y Zo.

- Tilda van der Meer. Es una de los Antiguos y miembro de la colonia Far Zenith. Fue una de las personas que logró escapar de la Tierra antes que sucediera la Plaga de Faro. Es una mujer misteriosa que siente una gran fascinación por el arte y la pintura. Era amiga cercana de Elisabet Sobeck. Antes de la plaga, Tilda fue capaz de crear tecnología que le permitió conseguir información valiosa e intercambiarla por miles de millones. Far Zenith buscó su experiencia y terminó contratándola. De regreso en la Tierra, ella colabora con los Zenith pero termina traicionándolos y ayudando a Aloy. Al final, Tilda muere a manos de Aloy al intentar obligarla a abandonar la Tierra.

- Regalla. Es la líder de una facción rebelde Tenakth y una de las antagonistas de la historia. Anteriormente era una mariscal de la tribu apoyaba lealmente a Hekarro y a la tribu. Pero consumida por el odio, Regalla se rebela y se niega a que los Tenakth hagan acuerdos de paz con los Carja. Su destino final queda en las manos de Aloy. Sin embargo, si Aloy la deja vivir y la convence para que la ayude, Regalla se sacrificará para salvarla en la batalla final contra los Zenith.

- GAIA. Es una inteligencia artificial creada por Elisabet Sobeck para poner en marcha el proyecto Zero Dawn. Una vez restaurada, GAIA apoya a Aloy en la búsqueda de las demás funciones subordinadas. Al igual que con su creadora, GAIA y Aloy se hacen buenas amigas.

## Escenarios
Al igual que el primer videojuego, Horizon Forbidden West transcurre en ciudades reales de Estados Unidos, como California, Utah y Nevada. También se pueden apreciar lugares conocidos de dichas ciudades. He aquí algunos ejemplos:

Escenarios de Forbidden West
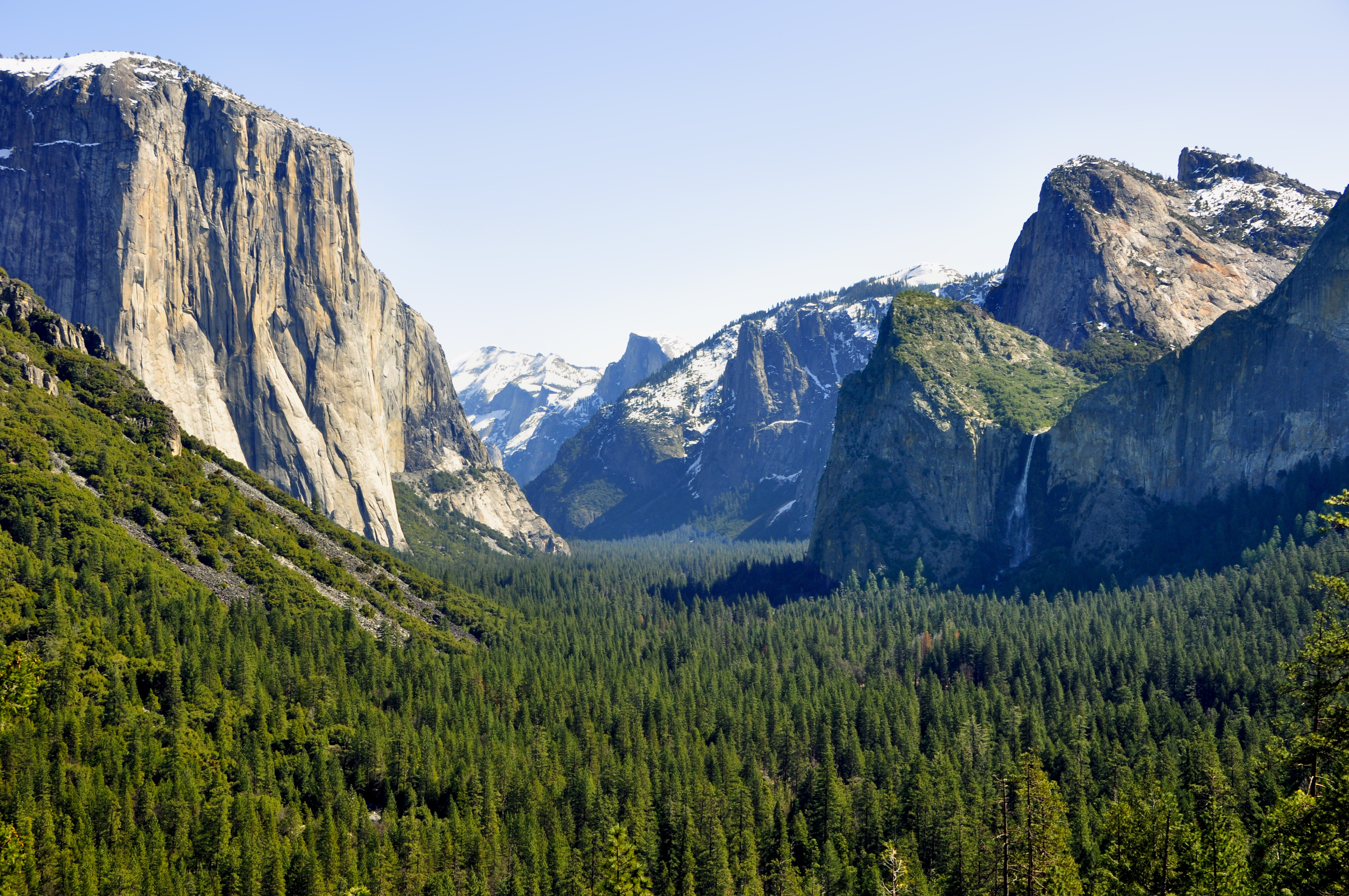
Valle de Yosemite
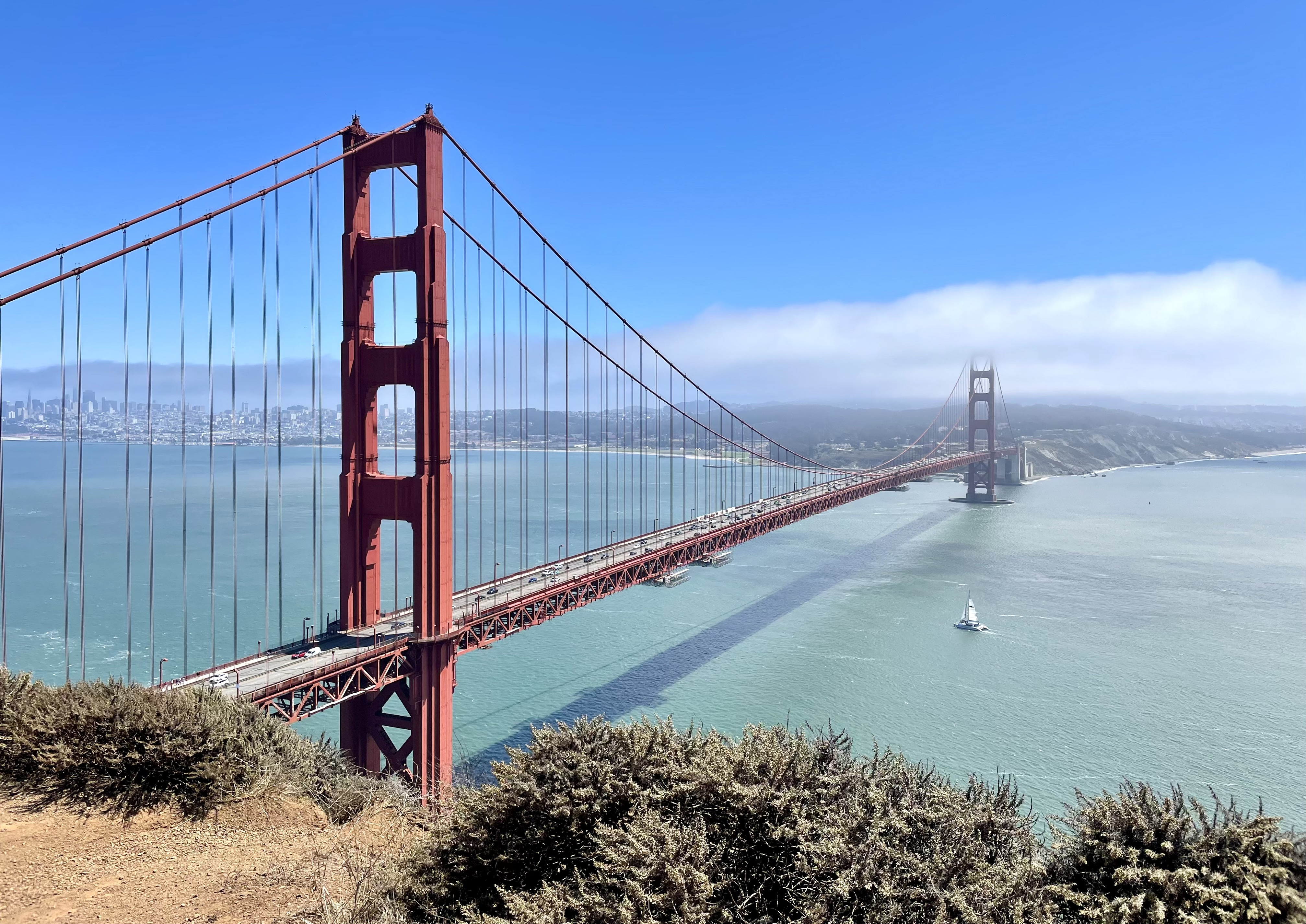
Puente Golden Gate
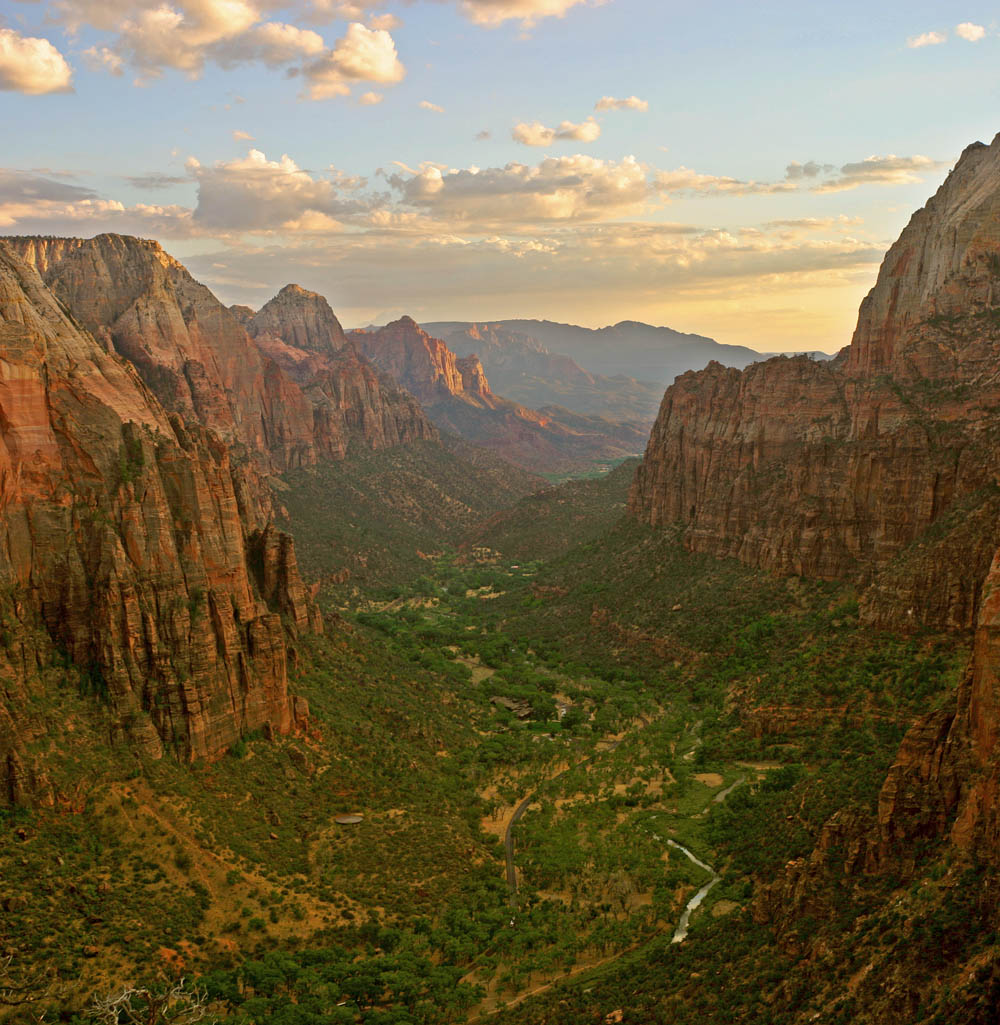
Parque nacional Zion (Utah)
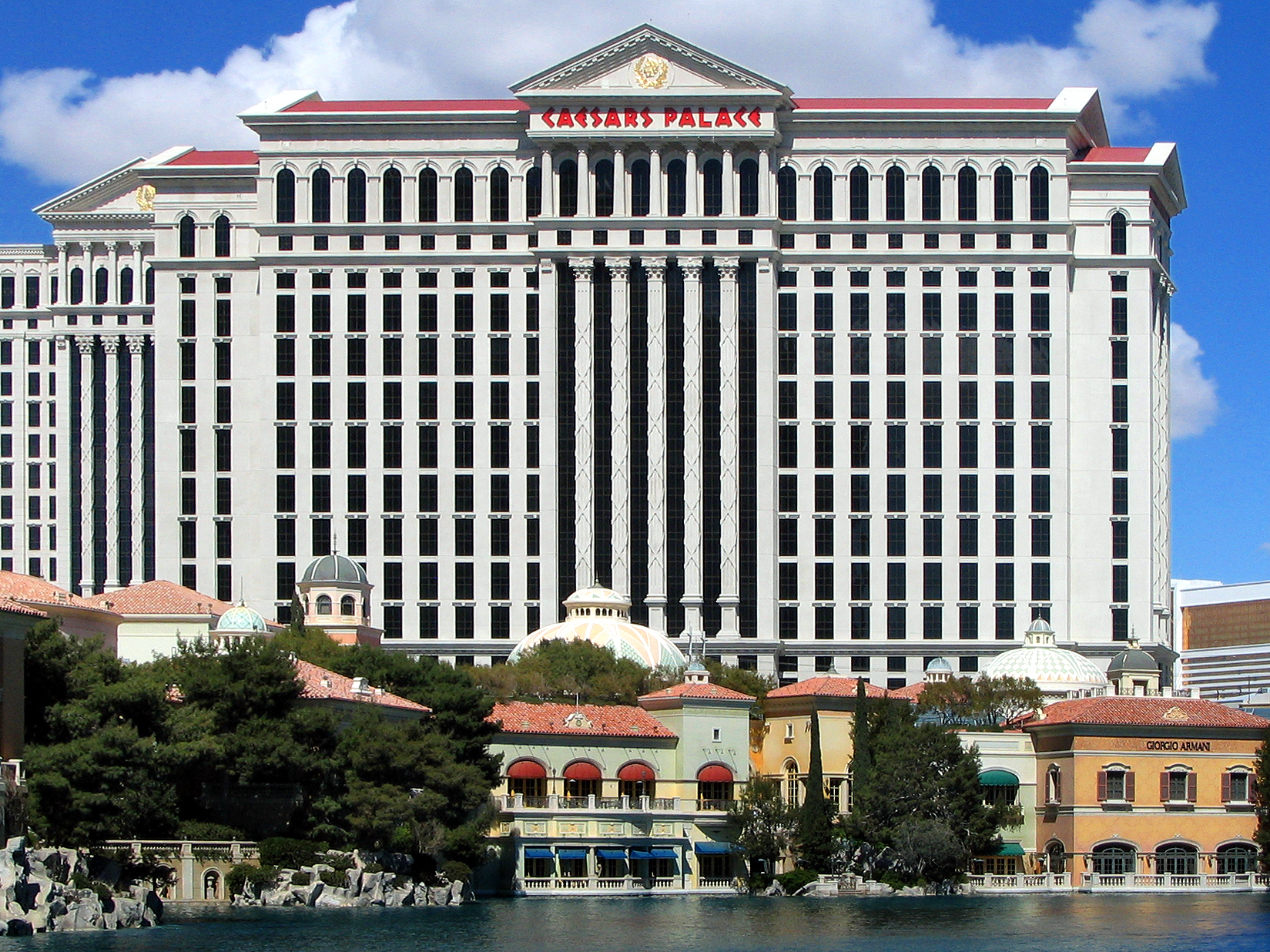
Hotel Caesars Palace
Palacio de Bellas Artes (San Francisco)
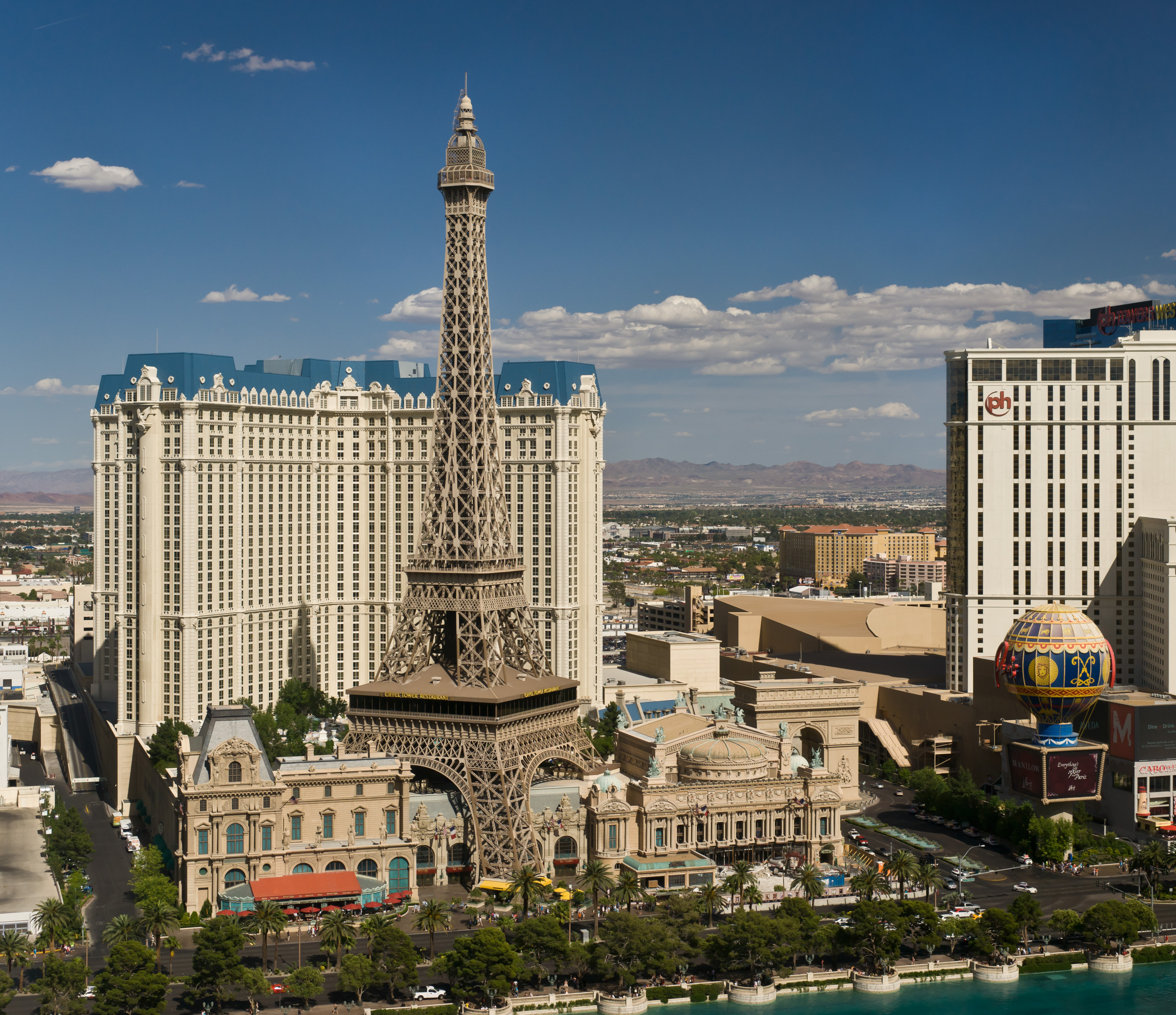
Hotel Paris Las Vegas
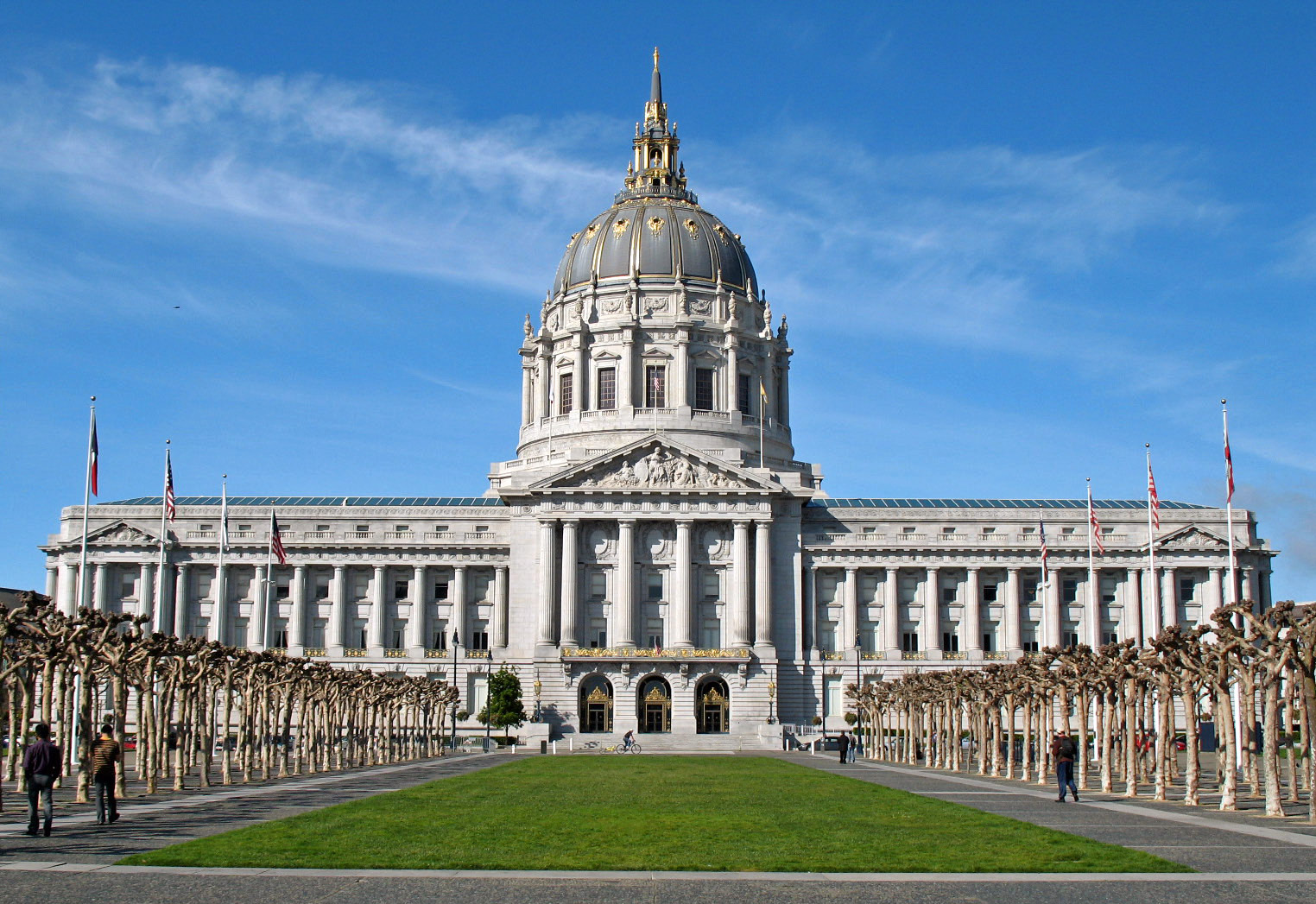
Ayuntamiento de San Francisco
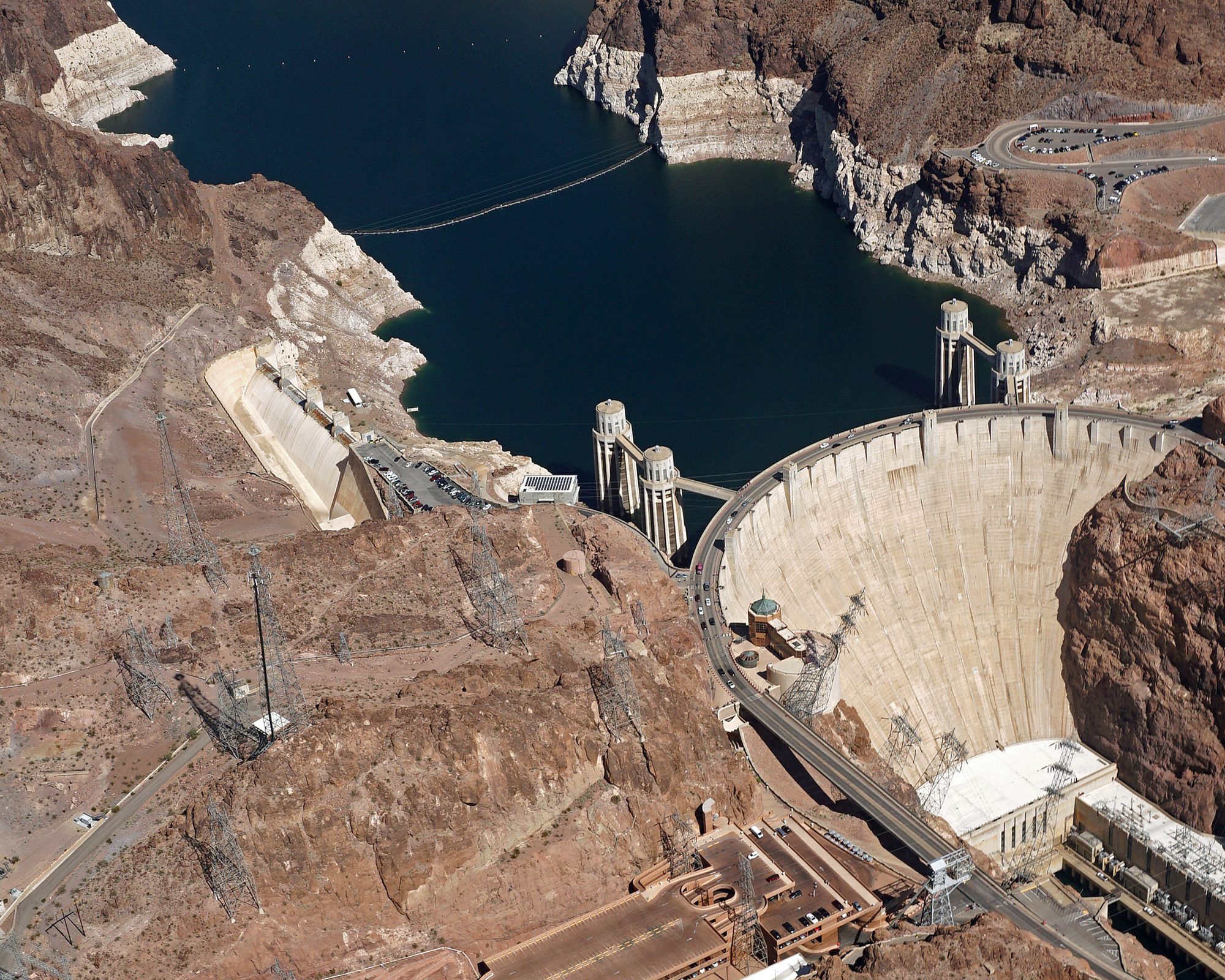
Presa Hoover

## Desarrollo
Horizon Forbidden West  fue desarrollado por Guerrilla Games y publicado por Sony Interactive Entertainment para PlayStation 4 y PlayStation 5. Es la secuela de Horizon Zero Dawn del 2017. El videojuego cuenta nuevamente con Mathijs de Jonge como director y Benjamin McCaw como director narrativo. También participa la guionista Annie Kitain. Ashly Burch y Lance Reddick repiten sus roles como Aloy y Sylens, respectivamente.
Horizon Forbidden West fue anunciado oficialmente el 11 de junio de 2020, con un avance cinematográfico durante el evento de PlayStation 5 de Sony. Meses después, en mayo de 2021, Guerrilla Games presentó una demostración del juego para PlayStation 5, presentando novedades sobre su jugabilidad. Fue desarrollado con una versión mejorada del motor Decima, que ya se había usado para desarrollar Zero Dawn. Guerrilla Games también confirmó que ambas versiones del juego (PlayStation 4 y PlayStation 5) fueron desarrolladas simultáneamente, dejando claro que "se verán geniales y Aloy lucirá mejor que nunca".
En diciembre de 2021, Guerrilla compartió por primera vez capturas del juego para la versión de PlayStation 4 en su cuenta de Twitter. Aunque se podrán notar diferencias y limitaciones gráficas que la versión de PlayStation 5, Guerrilla aseguró que el juego luce increíble a nivel jugable. Para enero de 2022, Guerrilla Games anunció en su cuenta de Twitter que el juego terminó su desarrollo.

### Doblaje al español
El videojuego cuenta con dos versiones de doblaje al español: uno para España y otro para Hispanoamérica. La versión de Hispanoamérica se realizó en el estudio de doblaje Keywords Studios, en México.
He aquí algunas de las voces que participan en ambas versiones.
| Personajes         | Actor/Actriz de Doblaje   | Actor/Actriz de Doblaje |
| ------------------ | ------------------------- | ----------------------- |
| Aloy               | Michelle Jenner           | Rosalba Sotelo          |
| Beta               | Michelle Jenner           | Rosalba Sotelo          |
| Elisabet Sobeck    | Michelle Jenner           | Rosalba Sotelo          |
| Varl               | Fernando (Nano) Castro    | Dan Osorio              |
| Sylens             | Francisco Javier Martínez | Gerardo Vásquez         |
| Erend              | Iñaki Crespo              | Raúl Anaya              |
| GAIA               | María Jesús Nieto         | Kerygma Flores          |
| Zo                 | Adelaida López            | Angélica Villa          |
| Kotallo            | José Meco                 | Alfredo Gabriel Basurto |
| Alva               | Carmen Puerta             | Lourdes Arruti          |
| Hekarro            | Pedro Tena                | Humberto Solórzano      |
| Regalla            | Chus Gil                  | Carla Cerda             |
| Tilda van der Meer | Sin identificar           | Claudia Motta           |

## Lanzamiento
La fecha de lanzamiento de Horizon Forbidden West se produjo el 18 de febrero de 2022 para PlayStation 4 y PlayStation 5.

## Recepción
Horizon Forbidden West ha recibido críticas excelentes y altas puntuaciones en sus análisis. En Metacritic sostiene una puntuación de 88/100.
Atomix le dio una puntuación de 95/100 mencionando que "Horizon Forbidden West se siente como una evolución natural de la fórmula, presentando un sofisticado sistema de combate, impresionante variedad de enemigos, cientos de actividades por hacer, una apasionante historia que brilla por su lore y personajes, apartado visual de verdadera siguiente generación y un mundo muchísimo más explorable y libre que el de su antecesor."
MGG le dio una puntuación de 94/100, mencionando que "Horizon Forbidden West es la evolución perfecta de la saga. No añade muchas piezas a su engranaje, pero las que añade son tan sutiles que mejoran la experiencia de forma considerable. Guerrilla ha construido un mundo en el que da gusto perderse gracias a sus infinitas posibilidades."
Hobby Consolas le dio una puntuación de 90/100, destacando la historia, la jugabilidad, la exploración, el combate y el apartado visual y técnico. Sin embargo, las misiones secundarias no fueron bien recibidas. En su conclusión, menciona que "Horizon II está concebido como una secuela "de manual". Es un juego más grande, con una historia más enrevesada, una protagonista con muchas más habilidades y un montón de nuevas máquinas. Pero ha perdido la frescura del original y en su ambición a veces se pierde." Pero afirma que "todos vamos a disfrutar de belleza de las localizaciones, el carisma de Aloy y los épicos combates contra estas bestias de metal. Es sin duda un gran juego para "presentar" la consola."
Vandal le dio una puntuación de 9.4/10, mencionando en su análisis que "Horizon Forbidden West es, sin duda alguna, uno de los mejores juegos de mundo abierto que hemos jugado nunca." La historia, los personajes, las misiones, el combate, la exploración y el apartado visual y técnico destacaron de manera positiva. En su conclusión, menciona: "Una secuela ejemplar que mejora en todo a la entrega original y eleva las aventuras de Aloy a un nuevo nivel para ofrecernos uno de los mejores juegos de mundo abierto que se han hecho hasta la fecha."
Meristation le dio una puntuación de 9.3/10. En su análisis, menciona que "Forbidden West se presenta como uno de los grandes juegos del año. La secuela de la obra de Guerrilla Games es más y mejor que el original y nos propone así una aventura mucho más compleja que la que vivimos con Aloy en 2017." La historia, los personajes, la exploración, el combate y los gráficos recibieron críticas positivas.
IGN España le dio una puntuación de 9.0/10, mencionando que "Horizon Forbidden West es todo lo que los jugadores que disfrutaron con Horizon Zero Dawn podían esperar de su secuela. Es grande, es precioso e incluye a una protagonista de excepción con un doblaje a la altura."